# ドリームシアター岐阜

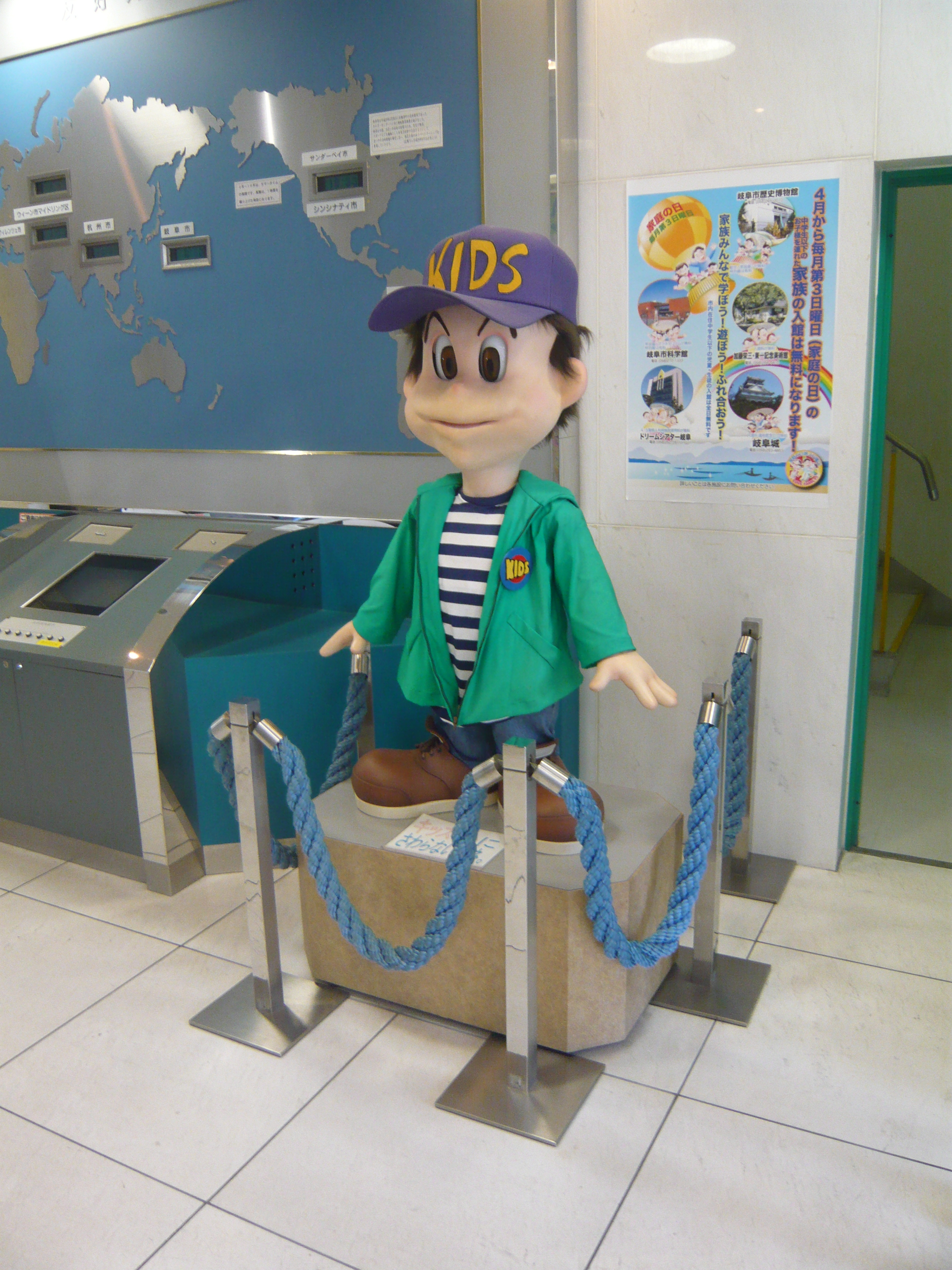
キッズくん

ドリームシアター岐阜（ドリームシアターぎふ、Dream Theater Gifu）は、岐阜県岐阜市にある人形劇場を中心とした「ふれあい・あそび・創造」をテーマに子どもから大人まで楽しめる岐阜市立の青少年教育施設である。1994年5月5日開館。
全国にある数少ない公立人形劇場のひとつで、全国から人形劇団が訪れ月替わりで人形劇を行っている他、生涯学習や文化振興のためにパソコンルームやクッキングルーム、音楽スタジオなど多様な施設や設備を揃えて市民に開放している。
また、個人使用フロアを設けてあり岐阜市内の小・中学生はフリーパスカードを提示する事により無料で、市外在住者は200円で利用出来る。フリーパスカードは、岐阜市歴史博物館、岐阜市科学館（特別展を除く）、岐阜城なども無料で入館出来る岐阜市が発行しているカードである。
イベント企画は5月5日のオープン記念日に催される「ドリームフェスタ5.5」など年6回行われている。

## 概要
- 休館日：月曜日（その日が祝日などの場合はその翌日と翌々日）、祝日の翌日が土日祝日以外の場合、年末年始（12月29日～1月3日）
- 開館時間：火～土曜日 9:00～21:00、日曜祝日 9:00～17:00
- 駐車場:最初の1時間320円、以後30分毎に160円加算。3.5時間以上の場合は、一律960円。館利用者は最初の1時間無料。

### マスコット
「キッズくん」- 「KIDS」のロゴの入ったキャップをかぶった少年のマスコット。1階にキッズくんのロボットが展示してある。

## 人形劇鑑賞会
基本的に月に1度、人形劇団を招いて人形劇を行っている。ほかドリームシアター岐阜のイベント「ドリームフェスタ5.5」、「ドリームフェスタ秋」、「ミニイベント」などで特別公演を行う場合がある。岐阜市周辺のアマチュア劇団が公演する場合は無料で鑑賞出来る場合がある。
- 料金：前売り券 800円、当日券 1,000円（※特別公演は前売り券 1,200円、当日券 1,500円）

4歳以下は無料。

### 主な上演劇団
- 人形劇団ポポロ（東京都）
- 高津人形座（神奈川県）
- 人形劇団ちんどん（愛知県）
- 人形劇団むすび座（愛知県）
- よろず劇場とんがらし（愛知県）
- 人形劇団ぽけっと（岐阜県）
- 西川禎一おひとり座（京都府）
- くわえ・パペットステージ（京都府）
- 糸あやつり人形劇団みのむし（兵庫県）

## 個人使用フロア
料金：岐阜市内の小・中学生はフリーパスカードを提示し無料で利用出来る。市外在住者は200円。
- パソコンルーム（2階） - 小学5年生から利用出来るパソコンルーム。
- あそびのフロア（4階） - 幼児から小学生低学年向けのプレイルーム。
- あそびのフロア（5階） - 小・中学生向けのプレイルーム。

## アクセス
- 岐阜バス「ドリームシアター前」下車すぐ。または「今沢町」「商工会議所前」下車、徒歩5分。